# La Herrera
|  | Per a altres significats, vegeu «Herrera (desambiguació)». |

La Herrera és un municipi de la província d'Albacete, que es troba a 30 km de la capital de la província. El 2006 tenia 351 habitants. Comprèn la pedania de Casa Hita-El Cuartico.